# Entephria flexulata
Entephria flexulata är en fjärilsart som beskrevs av Louis Beethoven Prout 1914. Entephria flexulata ingår i släktet Entephria och familjen mätare. Inga underarter finns listade i Catalogue of Life.